# Université de Hongrie occidentale
L'université de Hongrie occidentale (Nyugat-magyarországi Egyetem, /ɳugɑt-mɑɟ͡ʝɑɾoɾsa:gi ɛɟ͡ʝɛtɛm/, NYME) est une université hongroise fondée en 2001 à Sopron. Elle est l'héritière de l'université d'industrie de la forêt et du bois (Erdészeti és Faipari Egyetem) (1962-1996), de l'université de Sopron (Soproni Egyetem) (1996-2001). En 2001, plusieurs établissements d'enseignement supérieur fusionnent au sein de l'université de Hongrie occidentale. En 2008, elle fusionne avec les écoles supérieures de Szombathely. Elle revendique avec l'université de Miskolc l'héritage de l'École d'industrie minière et de métallurgie fondée à Selmecbánya en 1735.

## Personnalités liées à l'université

### Anciens étudiants
- Olivér Sin, peintre hongrois.